# Hansi Niese

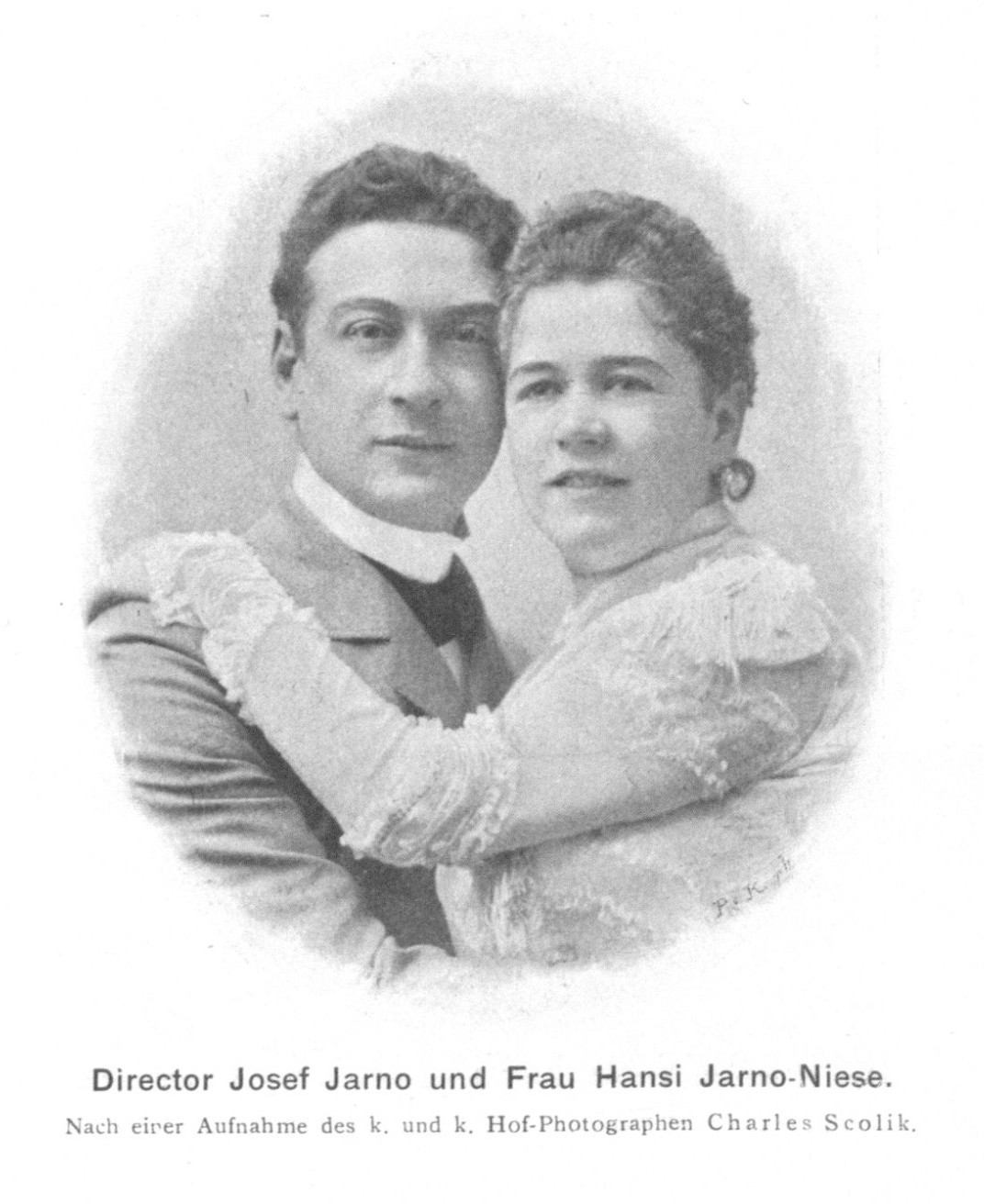
Josef Jarno et Hansi Niese en 1900.

Johanna Niese, connue sous le nom de Hansi Niese, née à Vienne (Autriche) le 10 novembre 1875 et morte dans cette ville le 4 avril 1934, est une actrice autrichienne. L'artiste autodidacte était l'une des actrices les plus populaires de la monarchie.

## Biographie

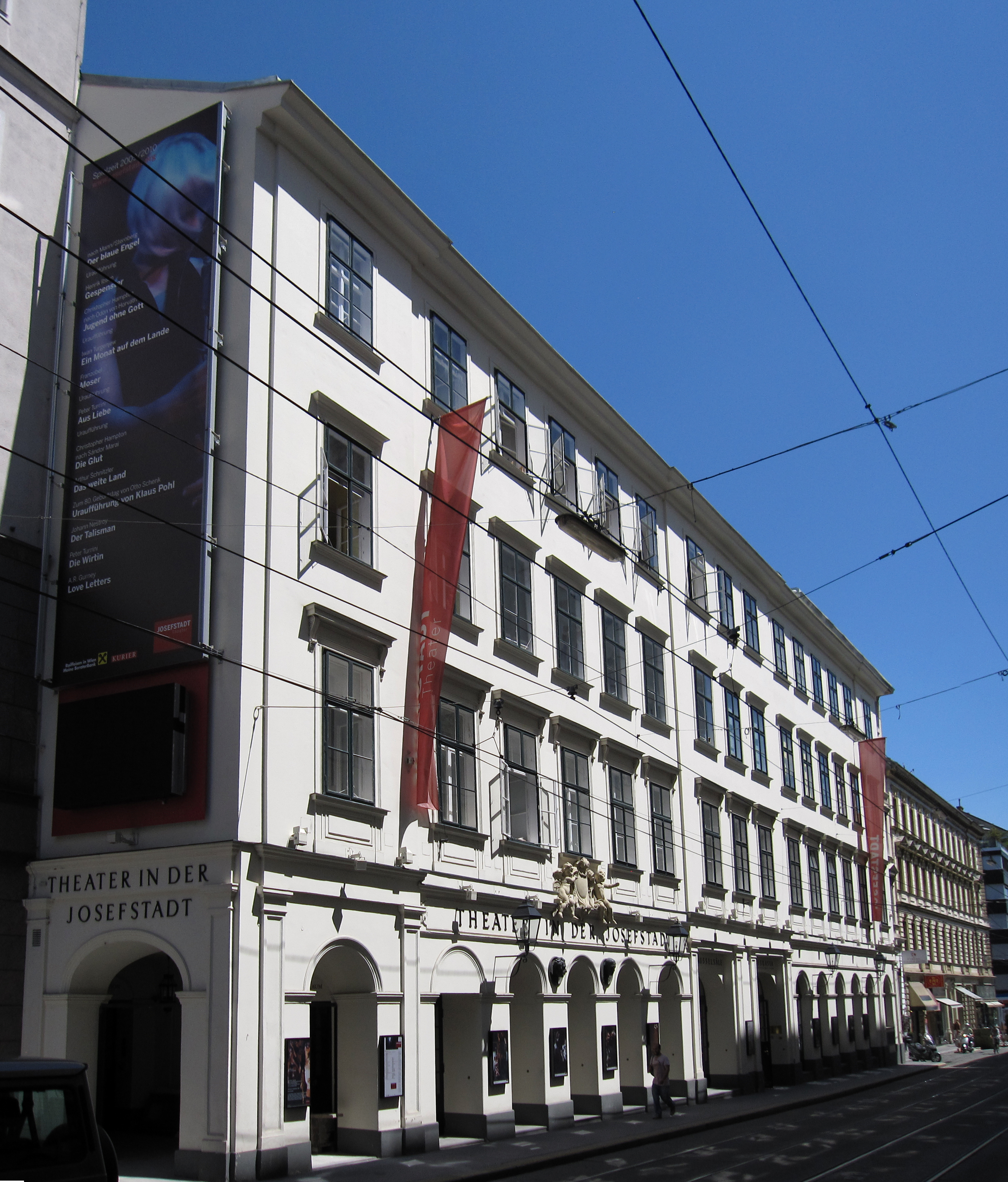
Theater in der Josefstadt

Hansi Niese fait ses débuts à 18 ans en 1891 au théâtre local de Znojmo, en Moravie du Sud. Elle remporte le succès à partir de 1893 au Raimund Theater à Vienne, où elle joue la soubrette pendant six ans. En 1899, elle rejoint le Theater in der Josefstadt et épouse peu après Josef Jarno (de), le directeur du théâtre.
Elle part également en tournée à Berlin où elle joue dans des pièces d'auteurs tels que Ludwig Anzengruber, Gerhart Hauptmann, Ferenc Molnár, Johann Nestroy, Ferdinand Raimund ou encore Arthur Schnitzler. Elle crée le 17 décembre 1907 l'opérette Die Försterchristl de Georg Jarno, frère du directeur du Theater in der Josefstadt, dans laquelle elle tient le rôle principal et a souvent Alexander Girardi comme partenaire.
Hansi Niese joue dans une trentaine de films, tant pendant l'ère du muet que du cinéma sonore.

## Filmographie partielle
- 1913 : Johann Strauß an der schönen blauen Donau
- 1914 : Frau Gertrud Namenlos
- 1926 : Der Feldherrnhügel
- 1931 : Die Blumenfrau von Lindenau
- 1931 : Purpur und Waschblau
- 1931 : Die grosse Liebe d'Otto Preminger
- 1932 : Ein süßes Geheimnis
- 1932 : Frau Lehmanns Töchter
- 1932 : Husarenliebe
- 1933 : Unser Kaiser
- 1933 : Hochzeit am Wolfgangsee
- 1933 : Kaiserwalzer
- 1934 : Der Polizeibericht meldet
- 1934 : Die große Chance
- 1934 : Die Töchter ihrer Exzellenz